# Condylocnemis callosa
Condylocnemis callosa är en insektsart som beskrevs av Brunner von Wattenwyl 1895. Condylocnemis callosa ingår i släktet Condylocnemis och familjen vårtbitare. Inga underarter finns listade i Catalogue of Life.